# Peaky Blinders
Peaky Blinders var ett gatugäng baserat i Birmingham i England, som var verksamt från slutet av 1800-talet och efter första världskriget. Gänget, som uppstod ur de hårda ekonomiska förhållandena som Storbritanniens arbetarklass levde under, bestod till stor del av unga män av låg- och medelklass. Det fick social makt genom rån, våld, utpressning, olaglig vadhållning och kontrollerande av spel. Medlemmarna hade en signaturoutfit bestående av skräddarsydda kavajer, överrockar med slag, kostymvästar, sidenhalsdukar, utsvängda byxor, läderkängor, och flat caps. Gänget var väl organiserat, och hade även sitt eget hierarkisystem. 
Peaky Blinders dominans uppstod genom att de besegrade rivaler, till exempel "Sloggers", i en kamp om territorium i Birmingham och dess omgivningar. De behöll kontrollen i nästan 20 år fram till 1910, då ett större gäng, Birmingham Boys lett av Billy Kimber, vann över dem. Trots att de hade försvunnit vid 1920-talet blev namnet "Peaky Blinders" synonymt med gatugäng i Birmingham.

## I populärkultur
BBCs dramaserie Peaky Blinders, med Cillian Murphy, Sam Neill och Helen McCrory, som hade premiär i september 2013, presenterar en fiktiv berättelse där Peaky Blinders strider i underjorden med Birmingham Boys och Sabini-gänget och följer ett fiktivt gäng baserat efter första världskriget i Birminghams Small Heath-område. Gänget hade hus belägna i och runt Birmingham, allt från Longbridge till Sutton Coldfield. Många av seriens exteriörer har filmats på plats på Black Country Living Museum.
I låten "Cheapside Sloggers" (2019) av det danska metalbandet Volbeat är gänget omnämnt. 

## Galleri

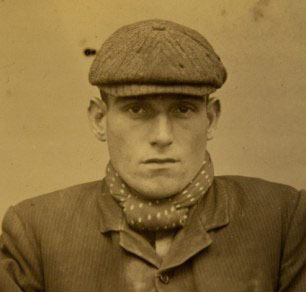
Stephen McNickle.
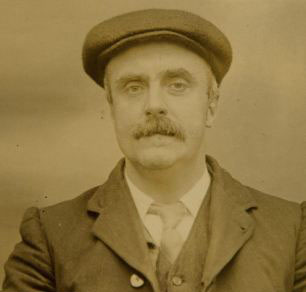
Thomas Gilbert.
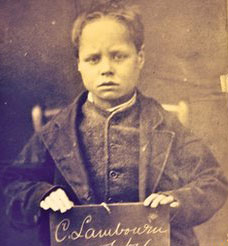
Charles Lambourne.
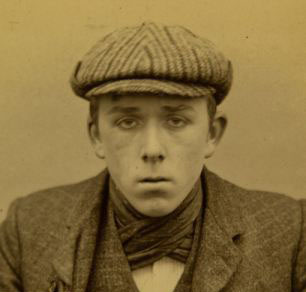
Ernest Bayles.